# Spoorlijn Aalborg - Hadsund
De spoorlijn Aalborg - Hadsund was een lokale spoorlijn in het oosten van het schiereiland Jutland in Denemarken tussen Aalborg en Hadsund. Het oorspronkelijke eindstation was Hadsund Nord, na de bouw van een brug over het Mariagerfjord werd de lijn doorgetrokken naar Hadsund Syd en sloot direct aan op de lijn naar Randers.

## Geschiedenis

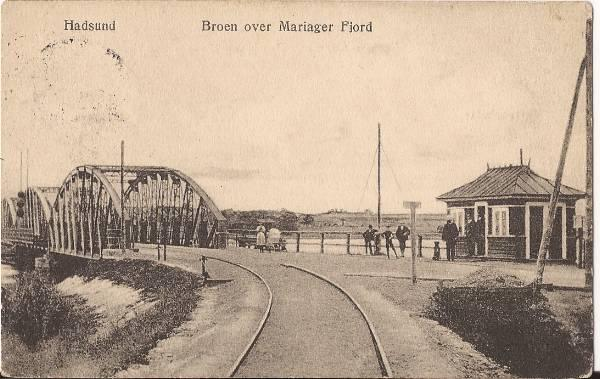
Spoorbrug uit 1900

De spoorlijn werd op 1 december 1900 in gebruik genomen door de Aalborg-Hadsund Jernbane (AHJ). In 1915 fuseerde de AHJ met de Fjerritslev-Frederikshavn Jernbane (FFJ) en de Aalborg-Hvalpsund Jernbane (AHB) tot Aalborg Privatbaner (ABP). Na de toenemende concurrentie van het wegvervoer en de vervallen toestand van het tracé rond 1960 gingen er stemmen op om de lijn te ontmantelen. In 1969 is vervolgens de lijn gesloten.

## Huidige toestand
Thans is de volledige lijn, met uitzondering van een gedeelte in Aalborg dat in gebruik is als havenaansluiting, opgebroken.